# 亞歷山大·高爾察克

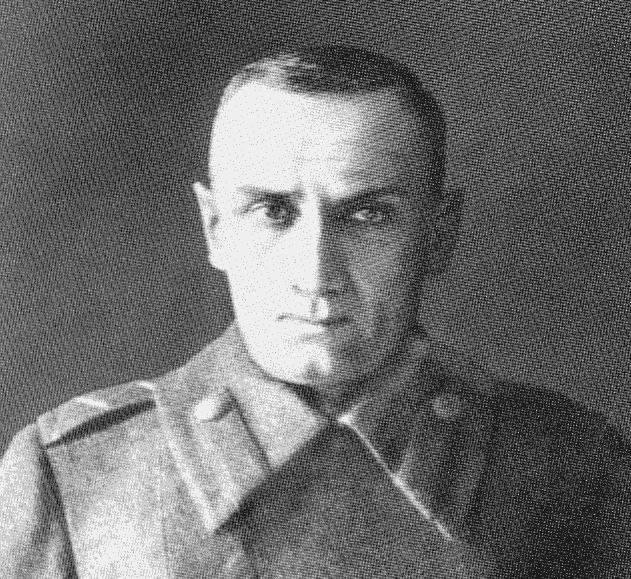
高爾察克被處決前最後影像

亚历山大·瓦西里耶维奇·高尔察克（俄语：Алекса́ндр Васи́льевич Колча́к；1874年11月16日—1920年2月7日），俄羅斯帝國海軍统帅、極地探險家。1916年晉升海軍中將軍銜並統帥帝國黑海艦隊，是帝國最年輕的中將軍銜獲得者。1918年獲得海軍上將軍銜。
曾参加过日俄战争和第一次世界大战以及俄國內戰，十月革命以前為俄羅斯帝國海軍的高級將領，統帥黑海艦隊期間參與第一次世界大戰。十月革命後於1917年組建白軍，並自任俄羅斯最高統治者，開始與新生的布爾什維克政權進行軍事對抗。在和邓尼金、米哈伊尔·瓦西里耶维奇·阿列克谢耶夫、彼得·弗兰格尔以及拉夫尔·科尔尼洛夫等前俄羅斯帝國高級將領的配合下，一度對蘇俄政權造成了巨大軍事壓力和威脅。但其主力軍隊最終為蘇俄紅軍所擊潰。
1920年，高爾察克在帶領殘餘軍隊向東轉移時被蘇俄紅軍俘虜後於伊尔库茨克以行刑隊方式祕密槍決。終年45歲。

## 生平
生于圣彼得堡，父亲是海军军官。1894年从聖彼得堡海事青年團（现稱為聖彼得堡海軍學院）下属彼得大帝海事青年團毕业，1895年~1899年派驻于海參崴。日俄战争中曾在旅順被日軍俘虜。

### 第一次世界大战
第一次世界大战爆发之初，高尔察克在旗舰波格拉尼奇尼克号上指挥里加湾的海军部队进行防御作战，并在沿海铺设防御雷场。波罗的海舰队司令尼古拉·奥托维奇·埃森对持续的防御行动表示不满，命令高尔察克拟定主动攻击德国海军基地的方案。1914年秋季至1915年初，俄罗斯帝国海军的驱逐舰和巡洋舰队进行了一系列危险的夜间作战，在德国本土的基尔和但泽周边海域布雷。高尔察克坚持认为负责策划作战行动的高阶指挥官也应该积极参与任务的执行，身为指挥官的他本人总是毫不犹豫地登上执行任务的船舰，在战斗中对舰队进行直接指挥。
1916年8月高尔察克被提拔至海军上将，成为获取这一军阶的最年轻军官，同时取代安德烈·奥古斯都维奇·埃贝哈特上将成为黑海舰队司令。高尔察克的首要任务是在陆军司令尼古拉·尤登尼奇将军在南部战线针对奥斯曼帝国的军事行动中提供支援，同时应对德国海军潜艇的威胁以及计划对博斯普鲁斯海峡的入侵行动（未能付诸实施）。高尔察克的舰队成功击沉了多艘土耳其运煤船。因君士坦丁堡与土耳其东部的煤矿场之间缺乏铁路连接，俄罗斯海军对土耳其运煤船的袭击对奥斯曼帝国政府造成巨大打击。1916年，在一场海陆军联合突击作战中，俄罗斯帝国陆军在海军支援下占领奥斯曼城市特拉比松（现特拉布宗）。
高尔察克麾下的黑海舰队中曾发生过一起重大事故：1916年10月7日玛丽亚皇后号无畏舰由于弹药库爆炸沉于塞瓦斯托波尔港中。调查未能确定发生灾难的原因是意外还是蓄意破坏。

### 俄罗斯内战
1917年二月革命后支持临时政府。

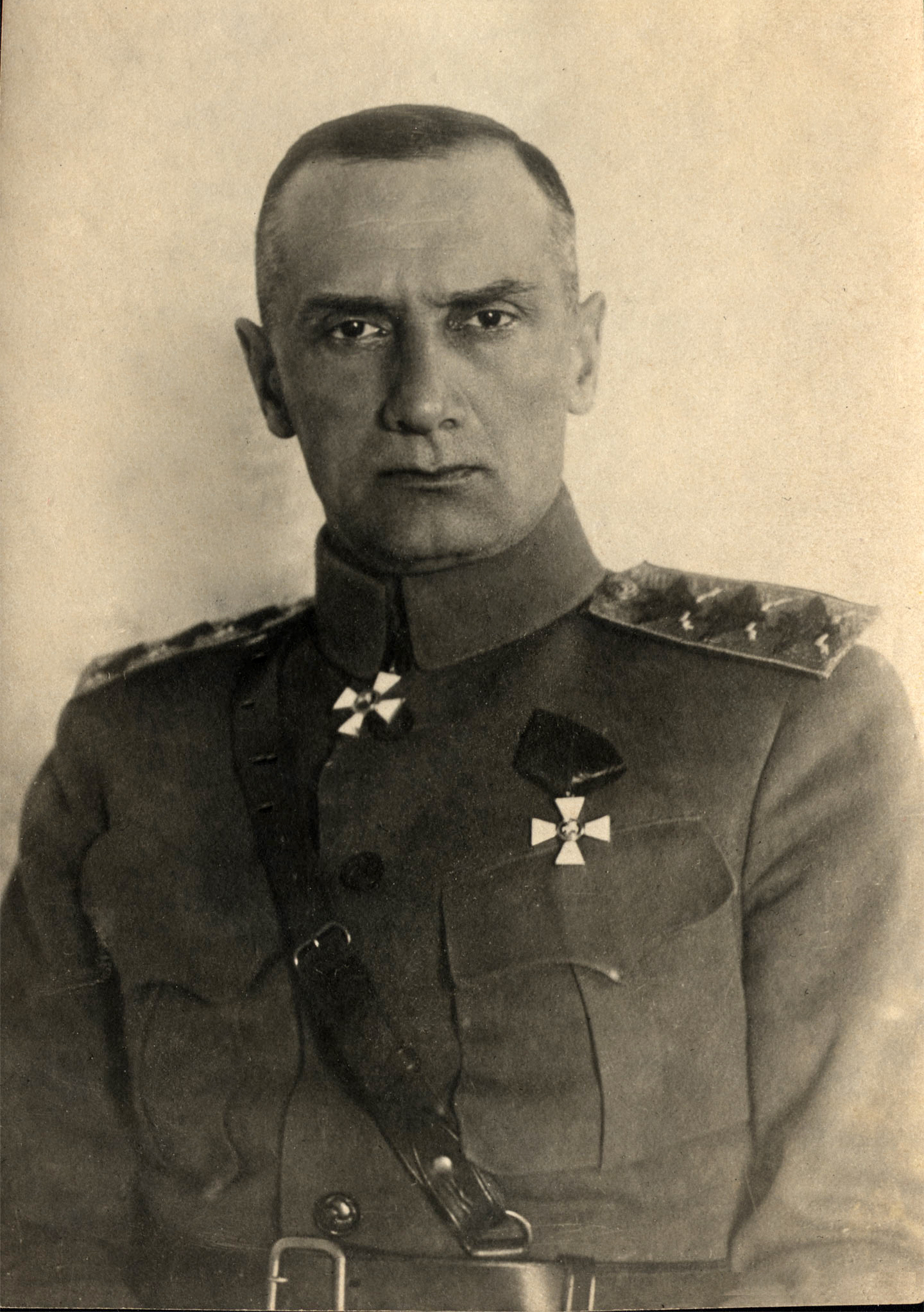
高尔察克戎装照(摄于1919年)

十月革命时，他正在日本。与英国驻日大使商议并取得伦敦政府同意后准备前往英国。但在新加坡受阻，于是来到满洲参加对中东铁路的保护。与当地的权力人物狄米特里·列奥尼德维奇·霍尔瓦特将军发生争执后，回到俄罗斯，參加在鄂木斯克的西伯利亚临时政府，成为14名内阁部长中的战争和海军部长，但无实际权力。1918年11月18日，部分白俄成员發動政變，权力被移交给高尔察克。他被推举為该政權領袖，获最高领袖称号并晋升军衔为海军上将。随后，他驱逐了内阁中的社会革命党人，建立反共主义政权临时全俄罗斯政府，任全俄海陆军队总司令。得到国际社会普遍承认为俄罗斯的合法领袖。然而他统一反布爾什维克势力的举措多半是失败的，他拒绝承认少数民族的自治权，且拒绝与非布爾什維克的左翼分子合作，并严重依赖国外资助。
1919年3月-4月，高尔察克势力最盛期，总兵力约30万人，其中投入一线作战的骑兵、步兵为14万，机枪1,330挺，火炮210门。苏俄红军在与高尔察克对阵的东线只有10万人，并节节败退。列宁亲自起草并发布了《俄共（布）中央关于东线局势的提纲》，确定了当时主要的政治任务和战略任务——“调动一切力量，粉碎高尔察克”。当时被派往彼得格勒指挥作战的斯大林也写信提醒列宁，无论在任何情况下，都不应该调遣东方面军的预备队支援彼得格勒，因为这将削弱对高尔察克的攻势，“和高尔察克相比，罗将柯将军就像是一只苍蝇，因为他没有面包，没有后方，也没有足够的人力。”
1919年4月28日-6月20日红军东方面军对高尔察克白军大反攻，被分为三个根据同一目的和企图逐次实施的进攻战役，即：布古鲁斯兰战役、别列别伊战役、乌法战役。高尔察克在一线的4个集团军和1个集团军级集群都遭受到了严重打击，西集团军和西伯利亚集团军被击溃，卡佩利军、汉任集团军、哥萨克白军的奥伦堡集团军、乌拉尔斯克集团军也遭受严重损失。
到1919年6月末，遭受严重损失的高尔察克白军仍有步骑兵11.5万人。但红军东方面军在6月21日转入了全线进攻，在1,000公里正面战线展开的进攻一直持续到了1920年1月7日。乌拉尔地区和西西伯利亚地区尽归红军。至1919年8月，高尔察克白军兵力只剩7万人，撤往鄂木斯克。11月14日红军进入鄂木斯克；12月14日红军进入新西伯利亚。1920年1月7日红军进入克拉斯诺亚尔斯克。 3月5日红军进入伊尔库茨克。这时红军的敌人变成了日本西伯利亚干涉军及其附庸的远东白军，高尔察克已经命丧伊尔库茨克。

## 评价
英国的历史学家愛德華·霍列特·卡爾认为：
任何有理智的人都不能再把高尔察克、于登尼希、邓尼金和弗兰格尔的战争当成除巨大的悲剧性错误外的任何东西了。

而高尔察克多年以来的参谋长，米哈伊尔·伊万诺维奇·斯米尔诺夫曾写道，
他们（高尔察克、科爾尼洛夫、邓尼金和弗兰格尔）首先是深深爱着他们的祖国的爱国者，并不带任何私人企图地寻求救国之道。他们是不懂得政治的谜题的，也准备与任何政党的任何人联手，只要他们确定这个人真诚地想解放俄罗斯……并愿在战争结束后由一个人民选出的国民议会决定将采用何种形式的政府。
蘇聯解體後的2002年和2004年聖彼得堡和伊尔库茨克分別建起了他的紀念碑。北冰洋中至今仍有一島命名為高爾察克島作為他北極探險成就的紀念。

## 档案解密
2019年3月，因为期限超过百年，俄罗斯联邦安全局解密了有关高尔察克未经审判即被枪决的刑事案件的相关档案，但不允许研究人员接触此案，据称是因为遭到政治迫害的高尔察克没有得到平反。此前，在1999年，外贝加尔地方法院做出了拒绝平反高尔察克死刑判决的决定。

## 黃金傳聞
有傳聞指出，高爾察克曾獲得沙皇政府的一千六百噸黃金，但運送途中掉入貝加爾湖。近年已有人宣稱可能發現落入湖中的黃金。

## 相关影视作品
- 电影：导演为安德烈·克拉夫库克，由康斯坦丁·哈宾斯基 (Konstantin Khabensky)、丽扎·波亚尔斯卡娅 (Liza Boyarskaya)、谢尔盖·贝泽鲁科夫(Sergei Bezrukov)主演，2008年10月9日上映。

## 外部連結
- http://belrussia.ru/page-id-400.html （页面存档备份，存于）
- http://irkol.livejournal.com/ （页面存档备份，存于）